# Toyota Auris
Toyota Auris (japansk: トヨタ オーリス Toyota Ōrisu) er en kompakt hatchback afledt af Toyota Corolla, fremstillet og solgt af Toyota. Den blev introduceret i 2006 delte første generation E150 platformen med Corolla, mens anden generationens kompakte 5-dørs hatchback og stationcar, kaldet Touring Sports, bruger E180 platformen. Navnet "Auris" er baseret på det latinske ord for guld; aurum.
Japan-modellen blev solgt til "Netz" -forhandlere i 2006, mens europæiske modeller blev sat i salg i 2007. Den er også tilgængelig hos Toyopet Store-forhandlere pr. 18. april 2016.